# Curtiss Falcon
Curtiss Falcon fu una famiglia di aerei militari biplani sviluppata dall'azienda aeronautica statunitense Curtiss Aeroplane and Motor Company durante gli anni venti del XX secolo. La maggior parte ha prestato servizio nell'US Air Army Corps, denominazione dell'allora componente aerea dell'esercito statunitense, nel ruolo di aereo da osservazione con le designazioni O-1 e O-11, o come aereo d'attacco, designato come A-3 Falcon.
Le varianti destinate alla United States Navy, la marina militare statunitense, furono inizialmente utilizzate come cacciabombardieri con la denominazione F8C Falcon, poi come i primi bombardieri in picchiata in dotazione all'United States Marine Corps con il nome Helldiver. Anche due generazioni successive di bombardieri in picchiata Curtiss sarebbero state designate Helldiver.
Il modello fu introdotto nel 1925 e vide il servizio di prima linea negli Stati Uniti fino al 1934. I Curtiss Falcon combatterono nella rivoluzione costituzionalista del 1932 in Brasile, usati dalle forze armate dello stato di San Paolo.

## Utilizzatori

### Militari
Bolivia
- Cuerpo de Aviación

 Brasile
- Forza pubblica dello stato di San Paolo
- Aviação Militar

 Cile
- Fuerza Aérea de Chile

 Colombia
- Fuerza Aérea Colombiana

 Finlandia
- Suomen ilmavoimat

 Paraguay
- Fuerza Aérea Paraguaya

 Perù
- Cuerpo de Aviación del Perú

 Filippine
- Pulutong Himpapawid ng Hukbong Katihan ng Pilipinas

 Stati Uniti
- United States Army Air Corps
- United States Navy
- United States Marine Corps

### Civili
Stati Uniti
- National Air Transport

operò con 14 esemplari.

### Pubblicazioni
- (EN) R. D. Layman, Question 15/91: Early USN Aircraft, in Warship International, XXX, n. 3, 1993, ISSN 0043-0374 (WC · ACNP).